# Jozefinizam
Jozefinizam je naziv za vjersku doktrinu o odnosima Crkve i države koja je razvijena na dvoru Cara Josipa II., koji je iz Beča vladao Njemačkom (Austrija je tada bila samo nadvojvodstvo), Češkom i Ugarskom 1780. – 1790. godine (područje kojim je vladao obuhvaćala je i znatne dijelovima današnje Italije, Poljske, Rumunjske, Ukrajine, Nizozemske, Belgije i Francuske).
Termnin "jozefinizam" se također rabi za čitav spektar (nestrpljivih) reformi kojima je cilj bilo da se cjelokupni ustroj društava Srednje Europe što žurnije uredi prema "najsuvremenijim" idejama s kraja 18. stoljeća.

## Odnos s idejama prosvijećenog apsolutizma
Josip II. je bio istaknuti primjer prosvijećenog apsolutizma, doktrine koja je državnoj vlasti davala znatno veći značaj nego što je bio običaj u Europi ranijih stoljeća, kada je vlast monarha bila uvelike ograničena utjecajem plemstva, gradova i crkvenih ustanova. Kao vladar koji je vladao također i luteranskim dijelovima Njemačke, bio je sklon da se utjecaj Katoličke crkve svede na onu mjeru koja je ranije već bila realizirana kod protestanata - gdje je naime i dalje postojala unija između Crkve i države, ali takva u kojem je knez bio poglavar vjerske zajednice, te je državna vlast u svakom pogledu bila nadređena Crkvi.

## Teorijski izvori
U mnogim stvarima - počev od poklonstva idejama aspolutne monarhije - jozefinizam je ponavljao doktrine koji su odranije postojali u Francuskoj pod imenom galikanizam.
Na bečkom dvoru iznimno utjecajni knez Wenzel Anton Kaunitz - inače osobni Voltaireov prijatelj i poklonik misli francuskih enciklopedista - se osobito zauzimao za viziju podređivanja vjere državnoj vlasti (rani liberali iz Voltaireovog doba su, doista, bili veliki entuzijasti državnog apsolutizma); te je orkestrirao grupicu intelektualaca koji su galikanističke ideje iz Francuske usavršili i doveli do krajnjih konzekvenci; takvih do kojih ih je mogao dovesti jedan čovjek nezgrapnog karaktera na mjestu apsolutnog vladara, što je približni opis Josipa II.
Oslanjajući se u velikoj mjeri na djelo Johanna Nikolausa von Hontheima (pomoćni biskup u Trieru), koji je pod pseudonimom "Justinus Febronius" 1763. godine objavio djelo "Justini Febronii Juris consulti de Stata Ecclesiæ et legitimâ potestate Romani Pontificis Liber singularis ad reuniendos dissidentes in religione christianos compositus"  - djelo osuđeno kao krivovjerno već 1764, godine, od strane djelo pape Klementa XIII - razvili su ti intelektualci okupljeni na bečkom dvoru i univerzitetu (spominju se osobito liječnik Van Swieten, te profesori Martini, Sonnenfels i Riegger) doktrinu prema kojoj je Crkva samo dio državnog resora što se bavi prosvjetom.
U samom podučavanju vjere naglasak je izrazito stavljan na moralne vrijednosti podučavane u duhu racionalizma, a potiskivani su emocionalni, mistični i drugi aspekti duhovnog života. S obzirom na to da je glavna zapreka postizanju sreće naroda zanemarivanje dužnosti i nedostatak uzajamne dobrohotnosti među ljudima, takvo stanje treba popravljati putem vjere, koja odgaja savjest naroda. Onaj dio vjerskog života koji nije rezonirao s razmišljanjima racionalističkih intelektualaca s kraja 18. stoljeća, bio je zanemaren i štoviše potiskivan kao "neprosvjećenost" i "iracionalnost".

## Jozefinizam u praksi
Provedene su brojne reforme koje su duboko dirale u vjerske običaje - primjerice je bilo propisano da se ne smije mrtve pokapati u lijesovima, nego umotane u platno, a pogrebne povorke nisu smjele do groba (gdje bi se pokojnike bacalo u grupne grobove), nego samo do ulaza u groblje, radikalno je smanjen broj svećenika i podržavljen vrlo veliki broj školskih, zdravstvenih i socijalnih ustanova koje je vodila Crkva. Ukinuti su cijeli crkveni redovi, poput pavlina. Obrazloženje silovitom raspuštanju samostana (većina samostana je bila raspuštena već do 1784. godine) i podržavljivanju njihovih dobara je bilo, da se ukidaju samostani kontemplativnog tipa, koji da nisu od vidljive koristi društvu. Međutim je tako ukinut i pavlinski samostan u Lepoglavi, koji je vodio sveučilište; raspušteni su čak i serviti - red koji se isključivo bavio vođenjem bolničkih ustanova. Osnovano je svega šest velikih državnih škola koje su smjele obrazovati svećeničke kandidate; zahvaljujući utjecaju tih škola, ideje Jozefinizma su dugo ostale aktualne. Monarh je odlučivao o imenovanju biskupa, koji su s Papom smjeli komunicirati samo preko carevog ureda.
Godine 1783., određeno je raspuštanje svih cehova i drugih bratovština (u Europi tadašnjeg vremena, sve su takve socijalne udruge bile pravno ustrojene kao osobe crkvenog prava, koje su bile upravljane od svojih članova i nadzirane od biskupa), te podržavljivanje njihove imovine. Obzirom na izrazitu razdrobljenost te imovine (poput seoskih pašnjaka ili mlinova, iznajmljivanjem kojih su bratovštine osiguravale prihode za uzdržavanje udovica i siročadi i slične potrebe), cijela stvar je na praktičnoj razini samo donijela gomilu komplikaciju općinskim vlastima, koje su se sada morale brinuti za razne socijalna pitanja o kojima su do tada manje ili više uspješno brigu vodile bratovštine.
Međutim je baš takav veći utjecaj državnih vlasti na socijalni život (gdje "država" istiskuje "društvo") i bila glavna ideja vodilja Josipa II. (i svih apsolutista, zapravo): pretvoriti podanike u mnoštvo što odvojenijih individua, kako bi državna vlast što efikasnije mogla uređivati život stanovništva.

## Držanje Katoličke crkve
Prema ovim je politikama Sveta stolica iskazivala protivljenje, ali je ocijenila oportunim da izbjegne otvorenu konfrontaciju s bečkim dvorom: često se "između redaka" govorilo o "febronianizmu", i ponavljalo osudu koju je idejama što su se provodile carskom vlašću desetljećima ranije bio izrekao Klement XIII.; također se nastojalo diplomatski djelovati na vojvode koji su ostvarivali nasljednu suverenu vlast u "federalnim jedinicama" od kojih se sastojalo Sveto Rimsko Carstvo, i ishoditi ublažavanja politike iz Beča.

## Nakon Josipa II.
Makar je vladavina Josipa II. - koja je zbog nezgrapnog provođenja apsolutistički reformi u čitavoj monarhiji, te zbog provođenja germanizacije u nenjemačkim područjima bila izrazito nepopularna - trajala svega deset godina, a sam Josip II. je morao prije kraja vladavina ukinuti skoro sve svoje zakone, čijim je provođenjem bio ugrožen sam opstanak države, utjecaj jozefinizma u vjerskim stvarima je ostao aktualan još desetljećima: obilježio je dugačko razdoblje Metternichovog aspolutizma. Pravi početak odustanka od njegovih doktrina nastupa tek sredinom 19. stoljeća, zahvaljujući djelu koje je ostavio ministar bogoštovlja i prosvjete Leo von Thun und Hohenstein, u vrijeme nakon Revolucionije 1848. – 1849. godine: on se bio založio za uspostavljanje odnosa države i Katoličke crkve koji bi bili sukladni katoličkoj vjerskoj doktrini.
U Švicarskoj, dio katoličkih kantona je 1834. godine bio prihvatio jozefinističku doktrinu o odnosu Crkve i države, približavajući se time stanju koje je već postojalo u protestantskim švicarskim kantonima ("Badenski članci").
Prema kraju XIX. stoljeća je utjecaj jozefinizma i sličnih ideja (zapravo su apsolutistički vladari širom katoličkog svijeta provodili slične politike) blijedio; međutim su mnogi živopisni detalji katoličke vjere koje i danas možemo vidjeti u rubnim područjima katoličanstva poput Sicilije gurani u sferu pučkih običaja i često nisu ni opstali. U područjima koja su bila izložena takvim politikama racionalističkih vladara, vjera je uvelike racionalizirana i prenošena novim generacijama kao mnoštvo dobrih savjeta, gubeći veliki dio katoličanstvu tradicionalne vedrine, milosrđa i emotivnosti.